# Scambus erasi
Scambus erasi là một loài tò vò trong họ Ichneumonidae.